# Ugly Heart
Pour les articles homonymes, voir Ugly et Heart (homonymie).
Singles de G.R.L.
Wild Wild Love
(2014)
Ugly Heart est une chanson du groupe américain G.R.L.. Elle est sortie le 3 juin 2014 en tant que premier single de leur premier EP, G.R.L.. Le titre a été un succès commercial en Australie, en Irlande et en Nouvelle-Zélande. 

## Classements
| Classement (2014)       | Meilleure position |
| ----------------------- | ------------------ |
| Australie (ARIA)        | 2                  |
| Irlande (IRMA)          | 2                  |
| Nouvelle-Zélande (RMNZ) | 4                  |